# Gros ventre
Gros ventre er en nordamerikansk indianerstamme i Fort Belknap Reservation i det nordlige Montana, U.S.A. Reservatet ligger i stammens traditionelle 1800-tals territorium mellem Missouri River og grænsen til Canada, hvor folkene jagede bisoner og levede i tipier.:69  Gros ventreerne deler reservatet med deres førhen fjender, men siden hen venner i assiniboine-stammen.:199  Stammens helligste genstande er to piber, Flat Pipe og Feathered Pipe.
Deres sprog hører til algonkin-sproggruppen. Oversat til engelsk kalder de sig selv ”white clay people” (hvidt ler folket).:13  De franske og engelske handelsfolk blandt dem omtalte dem som både Gros Ventre des Prairies, Big Belly-stammen samt Fall- og Rapid-indianerne. En betegnelse hæftet på stammen af antropologer er atsina-stammen.:viii 

## Tidlig historie
På et eller andet tidspunkt blev gros ventreerne et selvstændig folk efter først at have udgjort den nordligste gren eller division af arapaho-stammen.:13 

### 1800-tals historie
Fra i hvert fald 1740 og frem til 1861 var stammen gerne allieret med den store Blackfoot-stamme:105  og var en del af det såkaldte sortfods-forbund. I 1860erne ændrede stammen sine sympatier.:105  Den indledte et venskab med dens tidligere fjender i crow-stammen, :86  som den udførte fællesangreb på sortfødderne med.:199 

### Traktater med USA og Fort Belknap reservatet
Sammen med resten af sortfods-forbundet indgik gros ventre-stammen dens første traktat med U.S.A. i 1855. U.S.A. anerkendte forbundets hævdvundne ret til et enormt landområde i det nordligste Montana;:69  herunder prærieområder tæt på Rocky Mountains som forbundet havde erobret fra shoshone-, pend d’oreille-, flathead- og kutenai-indianerne omkring 80 år tidligere.:198  Traktaten var samtidig en fredsaftale, der for gros ventre-stammens vedkommende stadig holder.:67 
Fort Belknap reservatet fik sin endelige form i 1895 efter store reduktioner af det oprindelige traktatområde i dels 1874 og atter i 1888.:69  Arealet er på omkring 2600 km2,:117  og af de syv reservater i Montana er kun Northern Cheyenne og Rocky Boy’s reservaterne mindre.:2  Efter pres fra gros ventreerne (men modstand fra assiniboinerne) blev reservatet opdelt i private jordlodder efter kongressen vedtog Allotment Act specielt for Fort Belknap reservatet i 1921.:91  Gros ventreerne og assiniboinerne har en tendens til at gruppere sig i forskellige byer og dele af reservatet afhængigt af stamme-tilhørsforhold.:14 

### Kampe med fjendtlige stammer
Gros ventreerne nød deres største sejre:198  og led deres største nederlag på slagmarken i kamp med indianske fjender.:51  :106 

## Reservatlivet

### Status den 1. maj 1888
Da reservat-livet officielt startede for gros ventre stammen den 1. maj 1888 havde den under trusler stoppet med at danse soldans to år før.:56  Pibevogteren Crow Bull, der passede på den ene af stammens to hellige piber, Flat Pipe, var død i 1887 og ingen ny vogter umiddelbart fundet. Sitting High stod med ansvaret for Feathered Pipe og ceremonierne knyttet til piben til sin død i 1905.:55 
Stammen var i forvejen vant til at hente ugentlige forsyninger hos de hvide i det amerikanske agentur bygget ved Milk River, for efter 1883 var det umuligt at leve af bisonjagt mere. For flere gros ventres var tipien en sommerbolig, der stod ved siden af familiens træhytte.:53  Flere dyrkede jorden med succes;:68  dels fordi det virkede fornuftigt, som situationen var, og dels fordi stammen håbede på at opnå øget indflydelse i egne anliggender ved at gå helhjertet ind for visse amerikanske mærkesager.:74 
Stammens krigs-ekspeditioner var slut; Otter Robes vellykkede raid mod blood sortfødderne i 1886 var en af de sidste.:61 
Mange gros ventres støttede fortsat den traditionelle leder Under Bull (født midt i 1820erne):63  som øverste høvding og rådgiver, også i reservatet med dets anderledes regler bestemt af udefrakommende. I strid med stammens gamle sammenkædning mellem en høj alder og lederskab fulgte nogle gros ventres den 46 årige Jerry Running Fisher.:83  Han havde opnået resultater for sine tilhængere med sine kontakter til folk ved agenturet og bevist sine evner til at begå sig indenfor rammerne af det nye reservat-system.:60  De to ledere indtog ofte uforenelige synspunkter. Sammenholdet i den lille stamme led under det de følgende år.:63 

### 1890-1900
Stammen bestod af 770 gros ventres i 1890.:70  Ghost Dance bevægelsen fra Wyoming nåede reservatet det samme år; fuldmægtig (Indian agent) A. O. Simons accepterede den som ufarlig.:58  Tilslutningen til bevægelsen dalede et par år senere.:59 
Agenturets bygninger ved Milk River blev udvidet med en kostskole i 1891. Den kom som en valgmulighed til en katolsk kostskole i den anden ende af reservatet tæt på Hays åbnet i 1887,:54  hvor der herskede streng disciplin.:56  Mange forældre havde ingen illusioner om, hvordan fremtiden ville forme sig, og de opmuntrede deres børn til at lære engelsk, skønt gros ventre var sproget brugt i hjemmet.:142  Gennem tiden har unge gros ventres generelt lagt vægt på at gennemføre skolegangen og tilegne sig boglig viden;:103  af alle reservater på den nordlige prærie afsluttede forholdsvis flest fra Fort Belknap reservatet en universitets-uddannelse i 1980, heraf mange gros ventres.:118 
I 1895 stemte indbyggerne i Fort Belknap Reservatet om salg af et guldholdig område i Little Rocky Mountains (Little Rockies) for 360.000 dollars. Ganske som høvding Under Bull så de fleste gros ventres negativt på en afståelse af mere land, men omkring en fjerdedel fulgte Jerry Running Fisher i hans støtte til forslaget.:60  Salget blev vedtaget med ja-stemmer fra reservatets assiniboiner, der var økonomisk presset.:71  En bitter stemning mod de talmæssigt overlegne assiniboiner bredte sig blandt de gros ventres, der havde ønsket at bevare reservatet intakt:71  og måske ligefrem selv stå for driften af en guldmine.:229  De to stammers uens holdning til vigtige spørgsmål skulle blive tydelig også ved senere lejligheder.:91  Salget af de 14.758 acres:3-140  i Little Rockies blev officielt godkendt den 10. juni 1896.:19 

### 1900-1925
Ved århundredeskiftet ejede stammen samlet set 5.000 heste og 2.000 stykker kvæg.:71  Stammen bad om at få reservatet indhegnet i 1901 for at holde hvide ranch-ejeres kreaturer borte fra græsgangene, men uden held.:83  Reservatets tilsynsførende (titlen superintendent havde nu erstattet den gamle titel Indian agent) var korrupt, og han blev først stoppet i 1902 og idømt fængelsstraf.:271 
I fællesskab byggede stammens medlemmer en stor og så godt som rund dansehal af tømmer i Hays omkring år 1900, bekostet af dem selv. I helligdagene omkring jul og nytår fandt mange familier sammen her; ellers dansede deltagerne gamle danse og holdt prestige-givende ”giveaways” i hallen. Indgangen var lavet så stor, at heste kunne tages med indenfor og foræres væk som i gamle dage.:87 
Etableringen af et forretningsråd med seks gros ventres og seks assiniboiner i 1904 gav stammerne mulighed for at ytre sig om, hvad der skulle ske på lokalt plan. Rådet var uden bestemmende magt, hvilket den tilsynsførende til tider udnyttede.:80  Dog lykkedes det de tolv medlemmer at få rejst det ønskede hegn om reservatet.:83  Stammen havde delvist fået betaling for afstået land med kvæg fra den amerikanske regering,:62  så mange nød godt af hegnet. (I 1980 blev størsteparten af reservatet, mindst 2/3, stadig brugt som græsgange til kvæg.:20  Reservatet forpagtede ubrugte græsgange bort til interesserede udenfor reservatet.) :21 
Med forbillede i bl.a. crowernes årlige marked med udstilling af avl fra egne haver, tovtrækning, hestevæddeløb,:87-88  skinkampe med assiniboinerne,:94  giveaways, fremvisning af perlebroderet skindtøj og lignende holdt stammen det første Hays Fair i reservatet i 1906. Individuelle gros ventres bidrog med betragtelige midler for at gøre det til en succes for et multi-etnisk publikum. Hays Fair (nu Fort Belknap Indian Days):6  har været en årligt tilbagevendende og godt besøgt begivenhed for både indianere og hvide i Montana siden 1909.:87-88 
Sleeping Bear opbevarede Feathered Pipe fra 1905, indtil Curly Head overtog ansvaret for den på traditionel vis fem år senere. Han var pibevogter og udførte de tilknyttede ceremonier, næsten lige til han døde i 1938.:75  Stammens Flat Pipe blev opbevaret af Otter Robe, uden at han besad viden om alle de tilknyttede ritualer. Omkring hans død i 1911 overtog Horse Capture piben på traditional vis. Han stod for ceremonierne til 1924, da han døde, hvorefter piben var uden vogter i mange år.:74 
Stammen sagsøgte USA i 1913 for at have overtaget visse 1855 traktat-områder uden ret.:93  Stammen fik medhold i 1935, og Fort Belknap Reservation modtog en økonomisk kompensation to år senere.:106  Et gros ventre forsøg på at undgå at skulle dele pengene ligeligt med reservatets assiniboiner skabte igen gnidninger mellem de to indianske folk.:121-122  (Assiniboinerne var ikke part i 1855 traktaten, der havde udløst erstatningen).
I 1921 bar ti års forsøg fra især gros ventre side på at opnå flertal i reservatet til at opdele dette i individuelt ejede jordlodder endelig frugt.:91 

### 1925-1950
Fort Belknap reservatet gik som det første på prærien ind for Indian Reorganization Act (IRA) i oktober 1934. Stammernes accept af loven hvilede bl.a. på en forestilling om store pengestrømme, der straks kunne lette dagligdagen for 200 dårligt stillede familier i reservatet under den store depression.:95  Tre års erfaringer rigere så mange gros ventres på IRA som ”endnu et brudt løfte fra de hvide”, og de ønskede at omgøre deres tilslutning til loven. Vedtagelsen af et fundamentalt nyt sæt grundregler for reservatet i 1937 – en betingelse for at føre IRA ud i livet - blev derfor sikret med mange ja-stemmer fra assiniboinerne.:97  Fort Berthold Indian Community Council med seks valgte repræsentanter fra hver af de to stammer blev efterfølgende skabt. Det skulle fremover stå for bl.a. den økonomiske planlægning, brugen eller beskyttelsen af reservatets jorder og ressourcer samt forskellige undervisnings- og sundheds-programmer.:17 
I sommeren 1936 holdt pibevogteren Curly Head en omdiskuteret Feathered Pipe ceremoni. Hans brud på reglerne for håndteringen af den hellige pibe resulterede kort efter i to skovbrande i Little Rockies, der kostede kvæg livet og fratog reservatet en mulig indtægt ved salg af tømmer fra dets lille savværk.:97 og 148  Efter en uautoriseret Flat Pipe ceremoni i 1938 kom den ovenjordiske straf i form af en oversvømmelse af Hays og andre dele af reservatet.:98 
Stammen købte 28.731 acres:91  jord (ikke af bedste kvalitet) lige udenfor reservatet i 1937 med midler fra den amerikanske regering.:101 
Hver tredje gros ventre forlod reservatet for et job i hæren, krigsindustrien eller noget andet i 1940erne. Tendensen til at se bedre muligheder for at få en høj uddannelse eller mætte en familie på den anden side af reservat-grænsen fortsatte ind i det næste årti.:108 

### 1950-1980
Hays fik elektricitet i 1950erne. At kunne se TV gav de opvoksende gros ventres indblik i, hvordan livet formede sig for ungdommen andre steder i Montana og Nordamerika og vakte forventninger om noget tilsvarende for dem selv.:110 
En ny sag mod USA blev indgivet i 1951 sammen med sortfødderne.:105  Stammerne mente, at værdien af de enorme jordområder solgt i 1888 havde været kunstigt lavt sat. Kendelsen faldt i 1967 og resulterede i en økonomisk kompensation.:117 
Efter den sikre hjemkomst af gros ventres soldater fra 2. verdenskrigs fronter i 1946 havde The Boy holdt en Flat Pipe ceremoni.:110  Interessen for stammens to helligste genstande, Flat Pipe og Feathered Pipe, var da minimal. I 1958 overvejede de fåtallige troende at efterlade dem på en bakketop ude på prærien og glemme alt om dem.:113 
Midlerne afsat til at bekæmpe fattigdom i USA (War on Poverty) kom også Fort Belknap reservatet til gavn op gennem 1960erne. Der skete en vis byfornyelse, og f.eks. de sanitære forhold og vandforsyningen i reservatet blev forbedret.:115 
Sidst i 1960erne og op gennem 1970erne blussede en stolthed over at være indianer frem i gros ventre stammen.:117  Interessen for stammens gamle piber steg, også blandt de unge der ellers knap kendte til dem. Dette affødte en uventet bekymring blandt reservatets ældre og troende: Skulle piberne bruges som indianer-symboler i yderliggående unges politiske konfrontationer med de hvide eller ville de virkelig tilbede piberne som stammens hellige bindeled til Universets blivende kræfter?:150-151  En særlig powwow-komite rejste sig fra tidligere tiders Milk River danse-komite og skabte ordnede rammer for nogle af de store, fælles sammenkomster i reservatet.:163  Faste, årlige events var bl.a. Chief Joseph Memorial Dance:6  og den store Milk River Powwow.:117  Flere fraflyttere søgte tilbage til reservatet, hvor Indian Self-Determination Act fra 1975:115  f.eks. tillod stammernes siddende råd at skabe lokale jobs for både kvinder og mænd.:117 
I starten af 1980erne var Fort Belknap Reservations tilsynsførende for første gang en gros ventre.:119 

## Gros ventres i fiktion
”A yellow raft in blue water” af Michael Dorris fra 1987 (dansk udgave 1988: ”Gul flåde på blåt vand”) handler om kvinderne i en gros ventre familie gennem tre generationer.

## Galleri
- Gros ventre og sortfod område anerkendt af USA i 1855
- Gros ventre og sortfod fællesområde i 1874
- Fort Belknap reservatet (gros ventre og assiniboine), 1888
- Fort Belknap reservatet (gros ventre og assiniboine) i 1895